# Beeld van Anne Frank (Westermarkt)
Het beeld van Anne Frank op de Westermarkt in Amsterdam is een standbeeld van het Duits-Joodse meisje Anne Frank dat op vijftienjarige leeftijd tijdens de Holocaust omgekomen is. Door haar dagboek is Anne Frank wereldwijd het symbool geworden van de slachtoffers van de Holocaust.
Het beeld is in 1975 ontworpen door Mari Andriessen en in 1977 onthuld door de burgemeester Amsterdam Ivo Samkalden en Otto Frank, de vader van Anne Frank. Bij de onthulling werd een gelijkenis opgemerkt met het beeld van Anne Frank in Utrecht van Pieter d'Hont. Ook bij dit beeld staat Anne Frank fier rechtop met haar handen op de rug. Waar d'Hont Anne Frank met beide voeten uit elkaar stevig op de grond neerzette, laat Andriessen haar zien als een jonge vrouw die ze graag had willen worden, maar nooit heeft kunnen zijn. Op het voetstuk van het beeld staat het monogram van Andriessen (MA).
Het beeld is tot stand gekomen op initiatief van uitgeverij Contact, de uitgever van het dagboek van Anne Frank en geschonken aan de stad Amsterdam. 
Het Frans Halsmuseum in Haarlem heeft een staand en een zittend voorontwerp in de collectie. Het beeld bevindt zich voor de zuidelijke zijgevel van de Westerkerk. Het beeldje bevindt zich dus aan de andere zijde van de Westerkerk, dan waar het Anne Frank Huis staat.
In juli 2024 werd het beeld beklad door Pro-Palestijnse activisten.
Een ander beeld van Anne Frank bevindt zich aan het Merwedeplein bij haar ouderlijk huis, waar ze ruim acht jaar woonde voordat ze met haar familie onderdook.

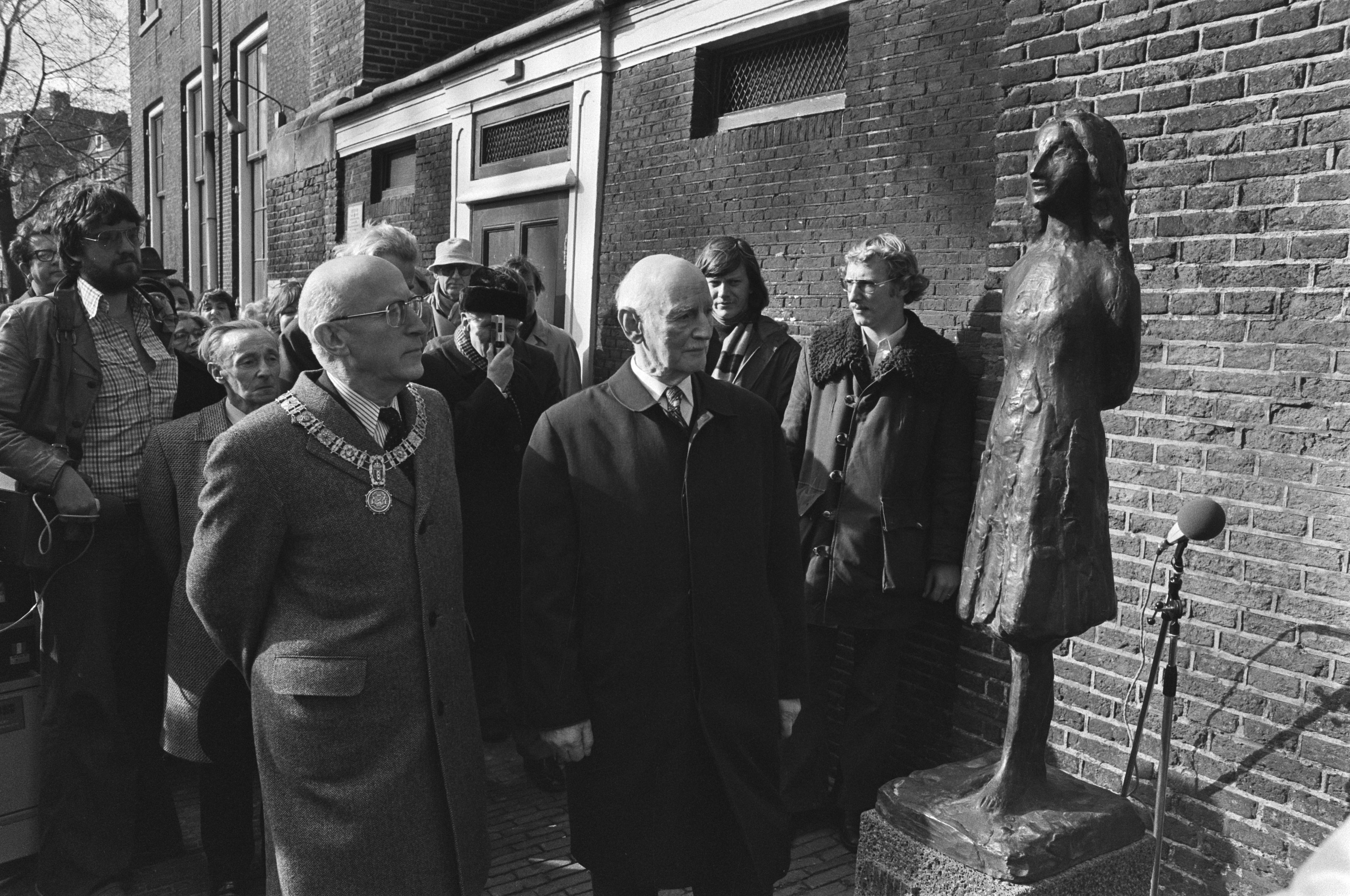
Samkalden en Otto Frank (vader van Anne) bij het beeldje

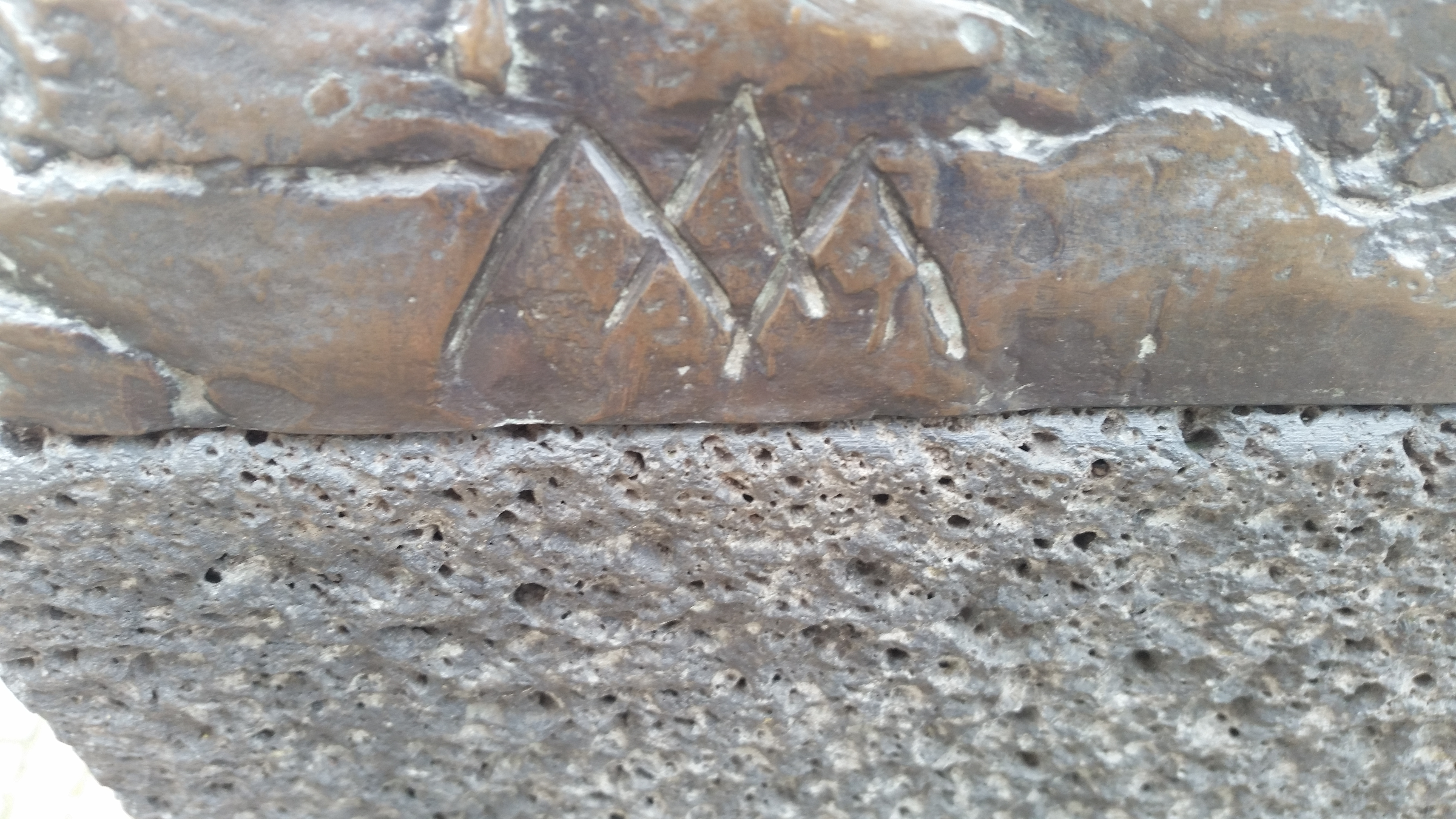
Monogram Andriessen (augustus 2020)